# Ruggiero (pirofregata)
La Ruggiero è stata una pirofregata (successivamente pirocorvetta) della Real Marina del Regno delle Due Sicilie, successivamente acquisita dalla Regia Marina.

## Storia
Capoclasse di una classe di quattro unità con scafo in legno e carena rivestita di rame, la nave era armata con dieci cannoni ed aveva armamento velico a brigantino (due alberi a vele quadre). Costata 145.722 ducati napoletani, la fregata, con buona superficie velica, bordo alto, buona manovrabilità e scafo snello dalle caratteristiche marine, era nel complesso una buona unità, difettando però in velocità.
Il 3 settembre 1847 la nave, insieme alla gemella Guiscardo, trasportò a Reggio Calabria i reparti incaricati della repressione delle ribellioni sorte in Sicilia.
Scoppiata poi la prima guerra d'indipendenza, la Ruggiero venne aggregata alla Squadra Adriatica ed inviata in tale mare.
La squadra di cui la Ruggiero faceva parte era composta da cinque pirofregate tra cui la Ruggiero stessa, due fregate a vela, una corvetta ed un brigantino, sotto il comando del commodoro Raffaele De Cosa. Durante la navigazione verso nord le navi fecero tappa ad Ancona, dove dovevano trasportare il generale Guglielmo Pepe. Raggiunta poi Venezia, la squadra, pur senza combattere (vi era il divieto di aprire il fuoco se non attaccati), obbligò la flotta austroungarica a rinunciare al blocco navale della città.
Il 22 maggio 1848 la squadra napoletana, unitasi ad una formazione sardo-piemontese al comando del contrammiraglio Giuseppe Albini, avvistò al largo di Sacca di Piave una divisione austroungarica di minore forza. Essendo venuto meno il vento, Albini, disponendo solo di navi a vela, convinse De Cosa, per non perdere la superiorità numerica, a far prendere a rimorchio le unità piemontesi dalle pirofregate borboniche, ma il tutto venne eseguito in maniera talmente confusa che quattro piroscafi austroungarici fecero in tempo a raggiungere le navi della propria divisione ed a rimorchiarle sino a Muggia, le cui batterie costiere avevano a quel punto impedito ogni intervento della squadra sardo-napoletana. Qualche settimana più tardi, dopo aver brevemente stazionato insieme alle navi venete e piemontesi nelle acque antistanti Trieste, la squadra del Regno delle Due Sicilie venne richiamata a Napoli in seguito all'aggravarsi delle ribellioni in Sicilia.
Il 30 agosto 1848 la Ruggiero fece parte della squadra navale (tre fregate a vela, sei pirofregate, sette trasporti truppe, due corvette ed otto cannoniere) inviata a reprimere l'insurrezione in Sicilia. Il 9 settembre 1848 la pirofregata venne inviata a Lipari, anch'essa insorta, dove represse la rivolta.
Nell'agosto 1860 l'unità incrociò tra il Golfo di Napoli e quello di Salerno altre tre navi, le pirofregate Guiscardo, Fieramosca e Sannita. Quando, nel pomeriggio del 6 settembre 1860, il re di Napoli Francesco II lasciò Napoli per rifugiarsi a Gaeta, la Ruggiero, al pari della quasi totalità della flotta del Regno delle Due Sicilie, non seguì il sovrano, decidendo invece di rientrare a Napoli e passare alla Marina del Regno di Sardegna. Circa 600 marinai della Ruggiero e della gemella Guiscardo, non condividendo le decisioni dei loro comandanti, si gettarono in mare e raggiunsero a nuoto la fregata Partenope, che li portò a Gaeta.
Il 17 marzo 1861, a seguito della costituzione della Regia Marina, la Ruggiero venne da questa incorporata così come le altre navi borboniche e sarde. Sottoposta a lavori di revisione generale e sostituzione dell'armamento, ridotto a 6 cannoni ad avancarica da 160 mm, quattro a canna liscia e due a canna rigata, nel 1863 l'unità venne declassata a pirocorvetta di II rango a ruote ed adibita a compiti secondari.
Unità ormai vetusta, dallo scarso armamento ed ormai dalle ridotte potenzialità belliche, la Ruggiero venne radiata già nel 1867 ed avviata alla demolizione.